# MBB/Kawasaki BK 117
L'MBB/Kawasaki BK 117 és un helicòpter utilitari i de transport bimotor de mida mitjana. Fou desenvolupat i fabricat conjuntament per l'empresa alemanya Messerschmitt-Bölkow-Blohm (MBB) i la japonesa Kawasaki. MBB fou posteriorment adquirida per Daimler-Benz i, finalment, esdevingué part de Eurocopter, que posteriorment es canvià el nom a Airbus Helicopters.
El 25 de febrer del 1977, MBB i Kawasaki signaren un acord de cooperació per abandonar els seus projectes independents per dissenyar helicòpters bimotors d'ús general i formar una aliança per al desenvolupament d'un nou vehicle que complís aquesta funció. Els costos del programa es repartiren per igual, mentre que la divisió del treball es feu per àmbits de disseny. MBB feu servir els seus coneixements del sistema de rotor rígid emprat en l'anterior Bo 105 per desenvolupar la majoria de sistemes dinàmics i controls de vol, mentre que Kawasaki se centrà en la carcassa, els elements estructurals i altres components. El 13 de juny del 1979, el prototip de vol d'MBB emprengué el seu primer vol a Ottobrunn (Alemanya); mesos més tard, fou seguit pel prototip de Kawasaki a Gifu (Japó) el 10 d'agost del 1979.
Cadascuna de les empreses establí la seva pròpia cadena de muntatge per produir el BK 117 per a les seves respectives regions. El BK 117 ha estat una opció popular per al transport de passatgers i VIP. La cabina es pot equipar amb diverses configuracions de seients i portar entre set i deu passatgers. A més a més, es fa servir per a una àmplia gamma d'operacions, incloent-hi com a grua volant, com a transport per a les forces de l'ordre i les forces armades i, excepcionalment, com a ambulància aèria i plataforma de recerca i rescat. Durant la dècada del 1990, a causa de la seva popularitat, es desenvolupà un derivat millorat a partir de la versió BK 117 C-1 versió, inicialment comercialitzat com a BK 117 C-2, després com a EC 145 i seguidament com a H145. Aquesta versió millorada ha succeït al BK 117 en producció.